# 陳嘉行
陳嘉行（1981年8月28日—），本名陈嘉行，台灣电视節目主持人，台中人，曾為MOMO親子台主持人，藝名「焦糖哥哥」，畢業於國立中山大學社會學系碩士班。
2021年5月2日，加入民主進步黨。2022年，投入民進黨士林、北投區台北市議員候選人的黨內初選，但未通過提名門檻。2024年6月，接任民主進步黨臺北市黨部執行長。

## 生平
陳嘉行求學階段就讀台中高工電子科，求學時受到當時英文及國文老師啟發，意識到自己的興趣不在電子業。後來考量到家中經濟狀況，畢業後決定不升學，17歲上台北打拚。臨行前跟科任老師張政萳借三萬五千元，才得以北上發展。後來進入電視圈發展，先是當了電視節目助理工作，也曾在電台工作，後來因緣際會下轉而成為MOMO親子台的藝人。曾遭電視台封殺，甚至上通告被其他藝人鄙視等。離開MOMO親子台後，陳嘉行收到存證信函，資方要求不得使用「焦糖哥哥」，後來陳嘉行獲得了「焦糖哥哥」的智慧財產權商標使用權。
2019年進入國立中山大學社會科學院社會學系碩士班就讀，並於2023年4月順利畢業，碩士論文題目為「販售愛與微笑：台灣兒童台『哥哥姐姐』的勞動過程初探」，為結合其過去經歷所撰寫，並通過論文比對系統顯示其論文相似度僅4%。

## 主持
- 飛碟聯播網飛碟大頭家（與崴爺搭檔主持，2017年2月5日—2017年4月30日，每週日播出）

## 政治立場
陳嘉行經常在Facebook官方粉絲團談論社會議題與政治，支持蔡英文和蘇貞昌等民進黨籍政治人物，亦曾指責丁允恭和黃偉哲在爭議事件處理不當影響民進黨形象。
他在許多議題上傾向民進黨，經常批評並反對國民黨和民眾黨等政黨。2021年5月2日，宣布加入民進黨，隔年投入民進黨提名臺北市議員候選人的黨內初選，但未能通過提名門檻。

## 相關爭議

### 指控陳秋實
曾声称中国大陆维权律师陈秋实为中共的对外宣传人士和间谍。

### 以最高學歷為高職畢錄取中山大學研究所
2020年高雄市長補選期間，候選人李眉蓁遭爆料論文抄襲，輿論開始討論國立中山大學研究所的論文品質。7月22日，陳嘉行對此表示，「李眉蓁這種靠複製貼上就完成碩士學位，她及指導教授的行為褻瀆了知識最高殿堂，同時，對辛苦投注精神及時間的研究生與教授非常不公平。」
7月24日，國民黨立委李德維指陳嘉行入學中山大學靠的是學校打造的「焦糖條款」，其條件為「熱心公共事務，臉書追蹤達十萬人以上，深具社會影響力者」。中山大學回應，該員入學條件源自「吳寶春條款」，亦即教育部為了讓吳寶春在無大學學歷的前提下就讀EMBA，於2013年3月火速修正入學標準，授權各校審議通過、報部即可。翌日，財經專家胡采蘋在Facebook指出：「其實台大和政大都有老師在搶陳嘉行去念書」，她認為能讓藝人擁有社會學家論述能力，這樣的學校應該「跟霍格華茲學校一樣名垂青史。」陳嘉行則針對批評回應，能到中山讀書很開心，「感謝教育部和社科院教授願意『給我這樣長大的人』機會受教育」。

### 中山大學研究所移除網紅招生條款
2021年11月10日，PTT的Gossiping板上，以「中山大學悄悄把FB十萬讚入學拿掉」為題發文，提到報考國立中山大學招生考試的切結書中，資格條件部分本有一條寫道「熱心公共事務，臉書追蹤達十萬以上，深具社會影響力者」；然而，今年的審查申請表卻調整內容，該條變為「熱心公共事務，深具社會影響力者」。網友們紛紛留言表示，「是不是太多人轉學」、「焦糖霸王條款，只為他一人而設」、「原來中山也會怕丟臉，但是來不及了吧」

### 涉入行政院發言人丁怡銘帶風向爭議
2020年11月12日，行政院發言人丁怡銘開記者會聲稱臺北國際牛肉麵節2020年冠軍是含有瘦肉精美國牛肉梗圖，造成台北市冠軍牛肉麵「皇家傳承牛肉麵」，更遭網友在Google評論留下一星評論，商譽大受影響。業者曬出檢驗報告「零檢出」解除民眾疑慮，後續丁怡銘也前往該店致歉，梗圖來源2020年10月29日陳嘉行發文Facebook粉絲團，被店家打臉查證，2020年11月13日道歉讓網友打臉批評，2020年11月14日自行關閉臉書粉絲團。

### 臺大墜樓互助文打廣告事件
2020年11月，國立臺灣大學5天內傳出3起墜樓案件，造成2死1傷，台大社會系18位教授於2020年11月14日在Facebook成立互助團，開放學生心理諮詢，陳嘉行卻在互助文下方留言「大家可以到他餐廳吃飯」，還刻意強調牛豬都檢驗合格，為自家餐廳打廣告的作為引發部分網友不滿。不久後陳嘉行刪除留言，但此事早已發酵，在Facebook、批踢踢和Dcard等社群媒體延燒。

### 傳聞擔任陳時中參選台北市長之空戰操盤手
2022年7月，陳時中甫通過民進黨徵召參選台北市長，就傳出陳嘉行是這次陳時中競辦的空戰操盤人，引來周玉蔻批評，要陳嘉行多讀點書；陳時中隨即也回覆團隊剛成形，所以還沒有誰是操盤手的情況。陳嘉行本人也在Facebook回覆，只是幫忙。

### 疑二度傷害性騷擾被害人
2024年4月，藝人黃暐婷（Apple）在Instagram批評主持人黃子佼持有兒少偷拍性影像事件，而後陳嘉行於Facebook發表文章，指出Apple去年表示未成年試鏡時遭遇性騷擾，被要求脫下衣物檢查身體是否有傷疤，該加害者正是黃子佼。Apple在Instagram表示：「請某位哥哥不要代我發聲！我相信你是好意~但是不管你聽到了什麼都沒有求證過我本人！」，輿論開始撻伐陳嘉行二度傷害被害人，陳嘉行則回應：「我尊重當事人願意講到什麼程度的意願，因此要罵我，我接受，但我整篇發文有根據，不會刪文。」

## 外部連結
- 焦糖哥哥-陳嘉行的Facebook專頁
- 陳嘉行的Instagram帳戶
- 焦糖的X（前Twitter）